# アンナ・カリーナ
アンナ・カリーナ（Anna Karina、本名：Hanne Karen Blarke Bayer、1940年9月22日 - 2019年12月14日）は、デンマーク・コペンハーゲン出身のフランスの女優。ヌーヴェルヴァーグ時代に活躍。

## 来歴・人物
1940年9月22日、デンマーク・コペンハーゲンに生まれる。母は洋裁店を営み、父親は船員であったが、カリーナが生まれて1年後に家族を捨ててしまう。そのため4歳になるまで祖父母に育てられ、その後4年間は里親の元で育つ。その後母親と暮らすようになるが、頻繁に家出をしていたという。デンマークではキャバレーで歌ったりモデルなどをするようになる。14歳の時にデンマークの短編映画に出演しているが、その作品はカンヌ国際映画祭で賞を獲得している。17歳の時にフランス・パリに移る。パリに付いた当時はフランス語を話すことが出来なかったが、スカウトされてモデルとして活躍する。「アンナ・カリーナ」という芸名は当時出会ったココ・シャネルが授けた。
1960年、ジャン＝リュック・ゴダール監督の作品『小さな兵隊』の主演に抜擢される。
1961年3月3日、ゴダールと結婚 。同年、『女は女である』で、ベルリン国際映画祭女優賞を受賞。
1963年2月6日から3月5日にかけて、ジャック・リヴェットの舞台劇『修道女』で主役を務めた（同作の映画版でも主演）。
1964年、ゴダールと共同で映画製作会社「アヌーシュカ・フィルム」を設立した。第1回作品は『はなればなれに』（1964年）。同年12月、ゴダールと離婚。その後4度の結婚歴がある。
1970年代後半にはライナー・ヴェルナー・ファスビンダー作品の常連だったドイツ人俳優兼映画監督ウリ・ロンメルと交際し、共に映画製作を行っている。
2017年にはカリーナの人生を描いたドキュメンタリー『アンナ・カリーナ 君はおぼえているかい（Anna Karina : souviens-toi）』（デニス・ベリー監督）が製作された。日本では2020年に劇場公開されている。
2019年12月14日、癌のためパリで死去。79歳没。

## ギャラリー

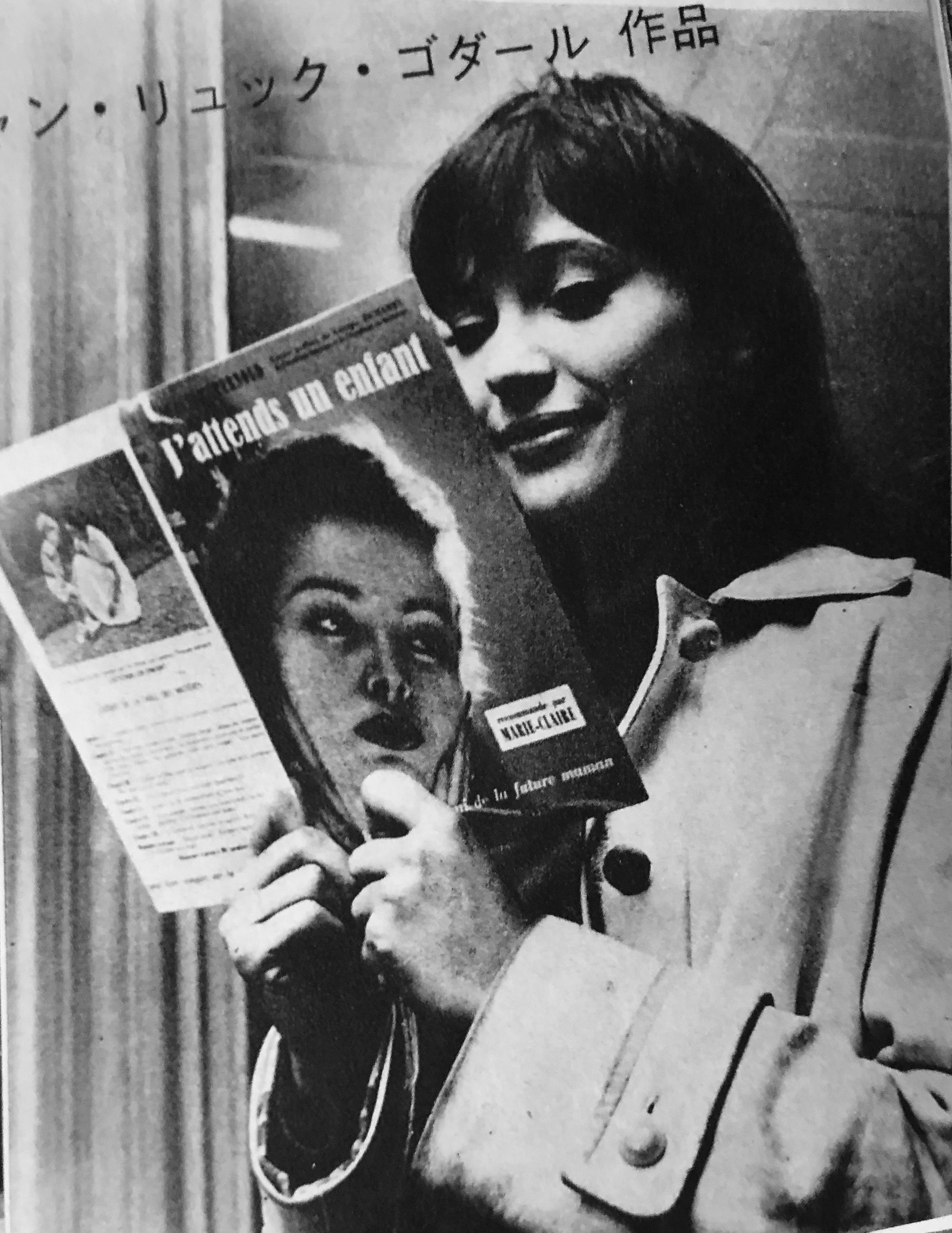
『女は女である』（1961年）
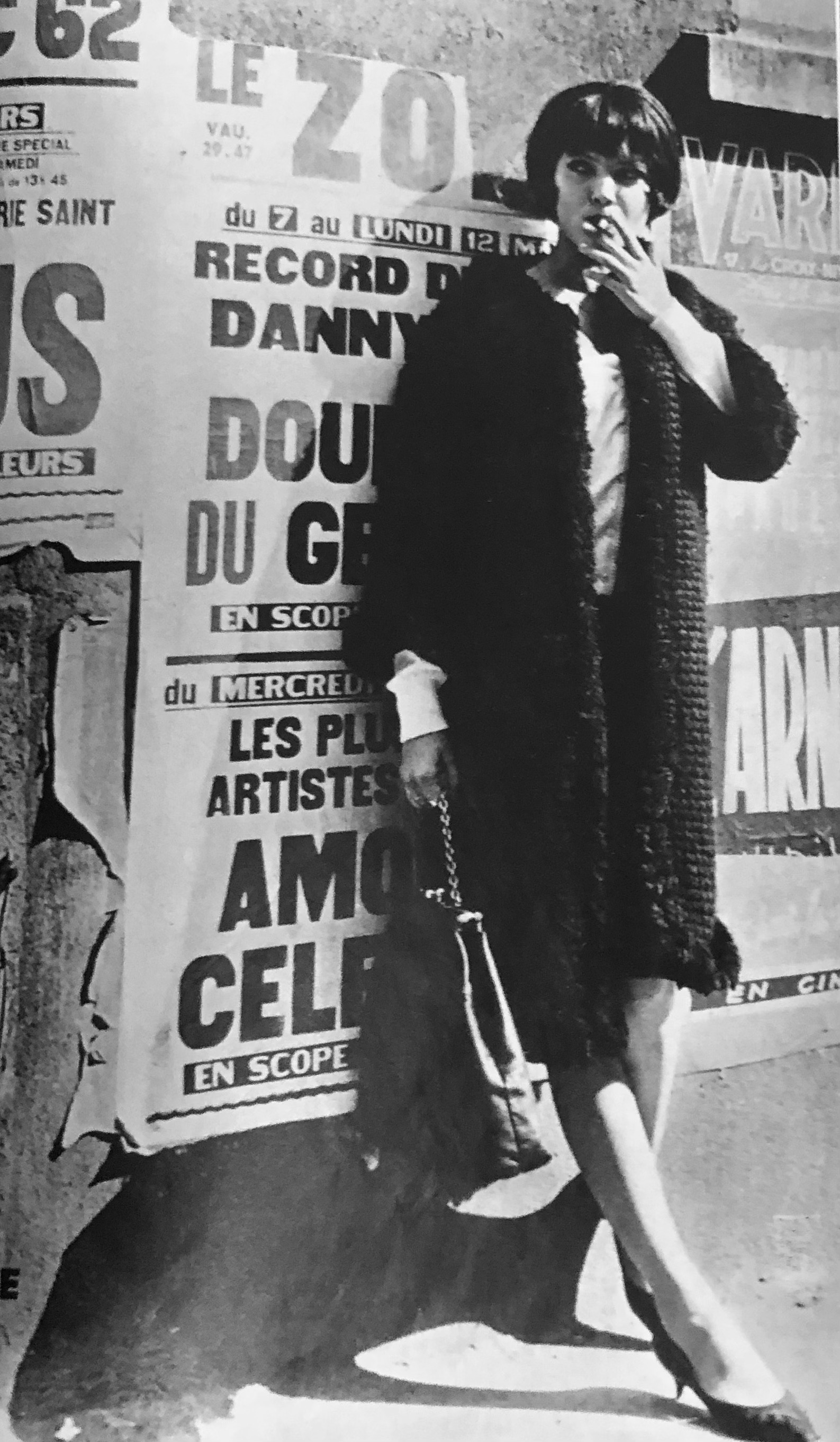
『女と男のいる舗道』（1962年）
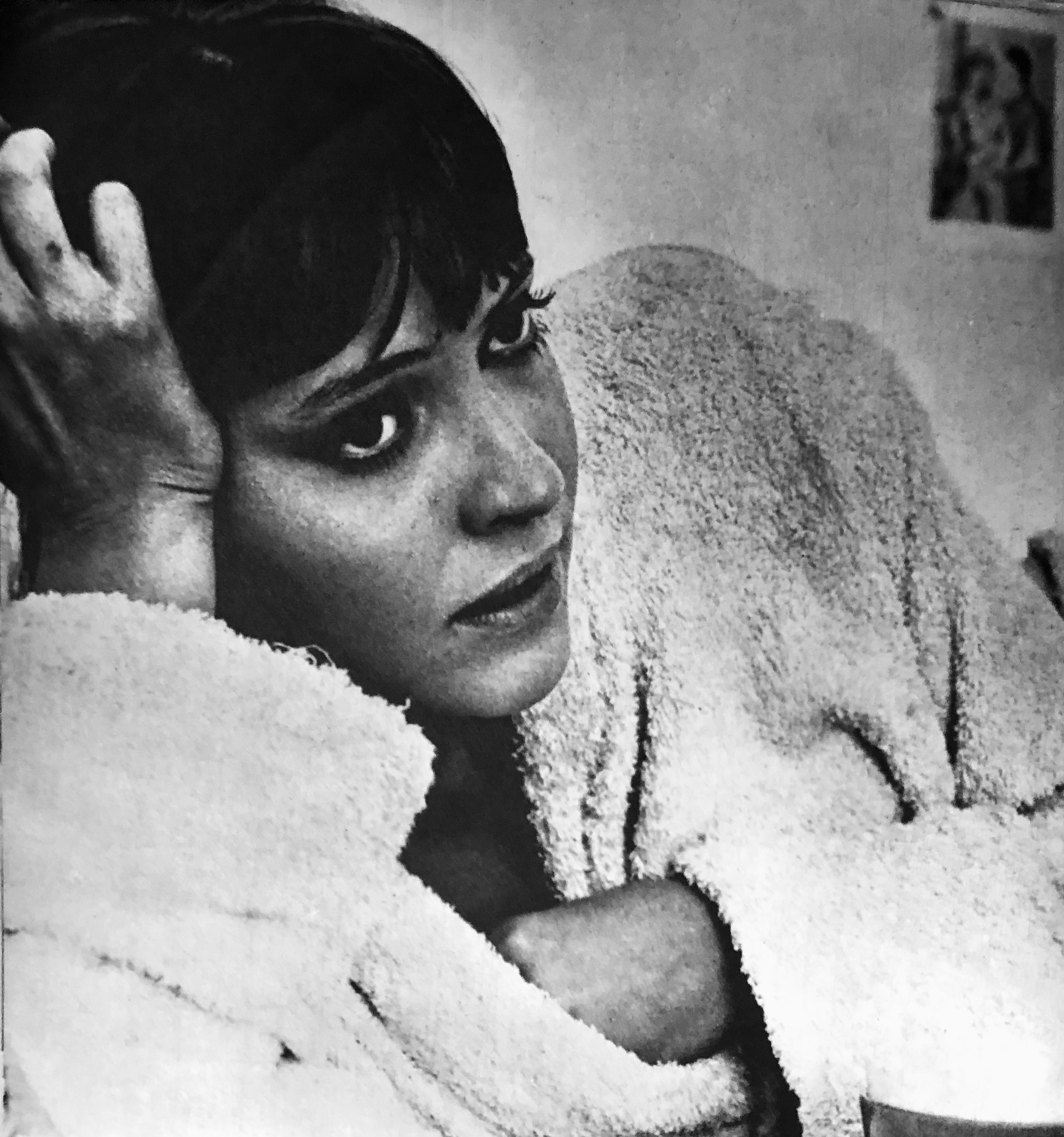
『気狂いピエロ』（1965年）
『気狂いピエロ』（1965年）
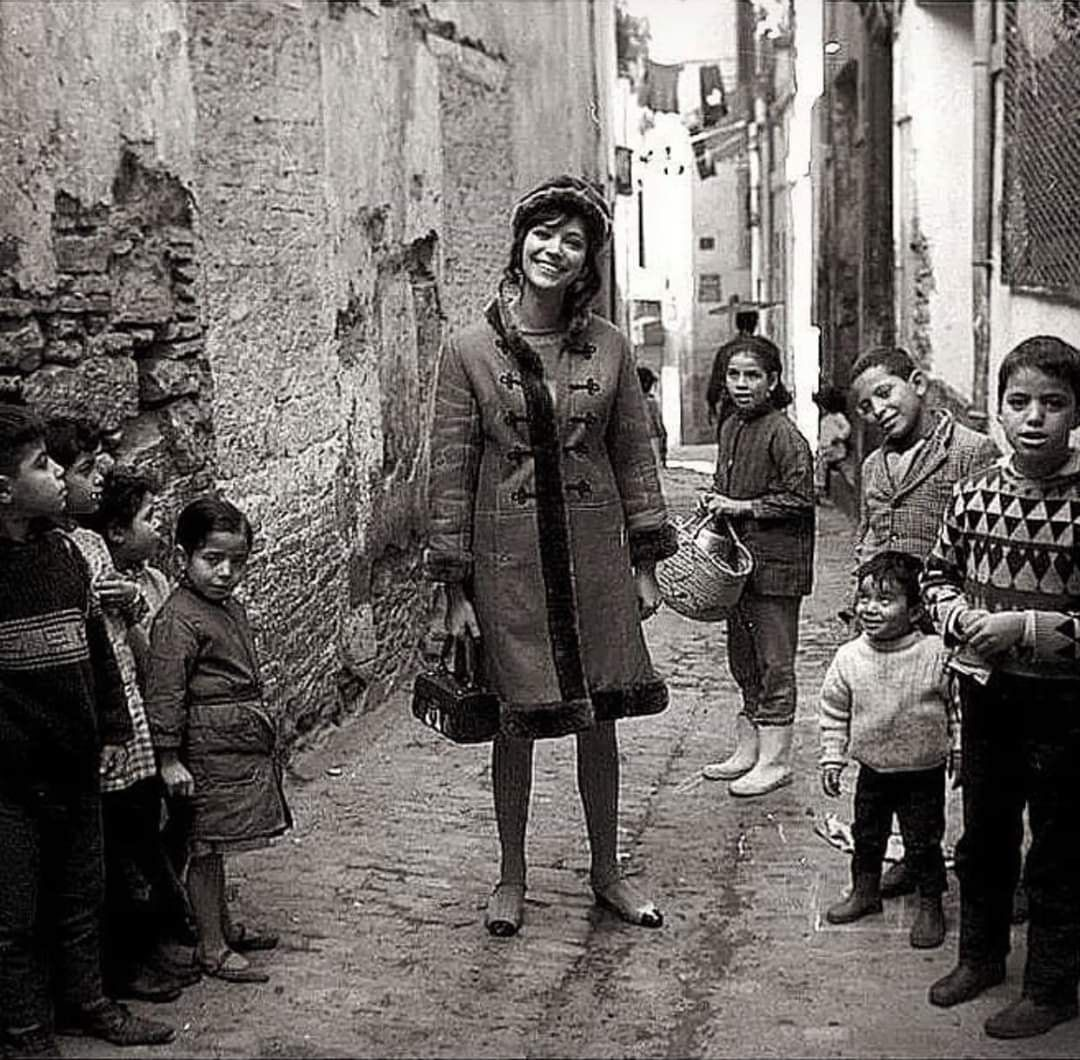
『異邦人』（1967年）の撮影現場
ヴェニスにて（1967年）

## 主な出演作品
| 公開年 | 邦題 原題                                                                                       | 役名                                                  | 備考                           |
| ------ | ----------------------------------------------------------------------------------------------- | ----------------------------------------------------- | ------------------------------ |
| 1961   | 今夜じゃなきゃダメ Ce soir ou jamais                                                            | ヴァレリー                                            |                                |
| 1961   | 女は女である Une femme est une femme                                                            | アンジェラ                                            | ベルリン国際映画祭 女優賞 受賞 |
| 1962   | 5時から7時までのクレオ Cléo de 5 à 7                                                            | アナ                                                  |                                |
| 1962   | 女と男のいる舗道 Vivre sa vie: Film en douze tableaux                                           | ナナ                                                  |                                |
| 1962   | Le Soleil dans l'œil                                                                            | ダグマー                                              |                                |
| 1963   | 小さな兵隊 Le Petit Soldat                                                                      | ヴェロニカ・ドレエル                                  |                                |
| 1963   | シエラザード Shéhérazade                                                                        | シエラザード                                          |                                |
| 1963   | コショウとドラジェ Dragées au poivre                                                            | ジネット                                              |                                |
| 1964   | はなればなれに Bande à part                                                                     | オディール                                            |                                |
| 1964   | 輪舞 La Ronde                                                                                   |                                                       |                                |
| 1964   | スタンダールの恋愛論 De l'amour                                                                 |                                                       |                                |
| 1965   | アルファヴィル Alphaville, une étrange aventure de Lemmy Caution                                | ナターシャ                                            |                                |
| 1965   | 国境は燃えている Le Soldatesse                                                                  |                                                       |                                |
| 1965   | 気狂いピエロ Pierrot le fou                                                                     | マリアンヌ・ルノワール                                |                                |
| 1966   | 修道女 La Religieuse                                                                            | スザンヌ                                              |                                |
| 1966   | メイド・イン・USA Made in U.S.A.                                                                | ポーラ・ネルソン                                      |                                |
| 1967   | アンナ Anna                                                                                     | アンナ                                                | テレビ映画                     |
| 1967   | 愛すべき女・女たち 未来展望 Le Plus vieux métier du monde: Anticipation ou l'amour en l'an 2000 | ナターシャ / エレノール・レモヴィッチ / ホステス703号 | オムニバスの一篇               |
| 1967   | 異邦人 Lo Straniero                                                                             | マリー                                                |                                |
| 1968   | 怪奇と幻想の島 The Magus                                                                        | アンネ                                                |                                |
| 1969   | Before Winter Comes                                                                             | マリア                                                |                                |
| 1969   | 悪魔のような恋人 Laughter in the Dark                                                           | マーゴット                                            |                                |
| 1969   | アレキサンドリア物語 Justine                                                                    | メリッサ                                              |                                |
| 1972   | ザルツブルグ・コネクション The Salzburg Connection                                              | アンナ                                                |                                |
| 1976   | シナのルーレット Chinesisches Roulette                                                          | イレーネ                                              |                                |
| 1987   | タンジール / 復讐の夏…1956 Dernier été à Tanger                                                 |                                                       |                                |
| 1988   | 黒の過程 L'Oeuvre au noir                                                                       | カトリーヌ                                            |                                |
| 1995   | パリでかくれんぼ Haut bas fragile                                                               | サラ                                                  |                                |
| 1996   | クロエ〜無垢な娼婦〜 Chloé                                                                      | カティア                                              | テレビ映画                     |
| 2002   | シャレード The Truth About Charlie                                                              | クラブ歌手カリーナ                                    |                                |
| 2003   | ぼくセザール 10歳半 1m39cm Moi César, 10 ans 1/2, 1m39                                          | グロリア                                              |                                |